# Boris Podrecca
Boris Podrecca (né le 30 janvier 1940 à Belgrade) est un architecte et designer urbain italo-slovène résidant à Vienne, en Autriche.
Podrecca est considéré par certains critiques comme un pionnier du postmodernisme. Avec certains de ses premiers travaux, tels que l'institut neurophysiologique du palais de Stahremberg (1982), il adopte une nouvelle attitude, plus tolérante, vis-à-vis des formes architecturales historiques.

## Travaux

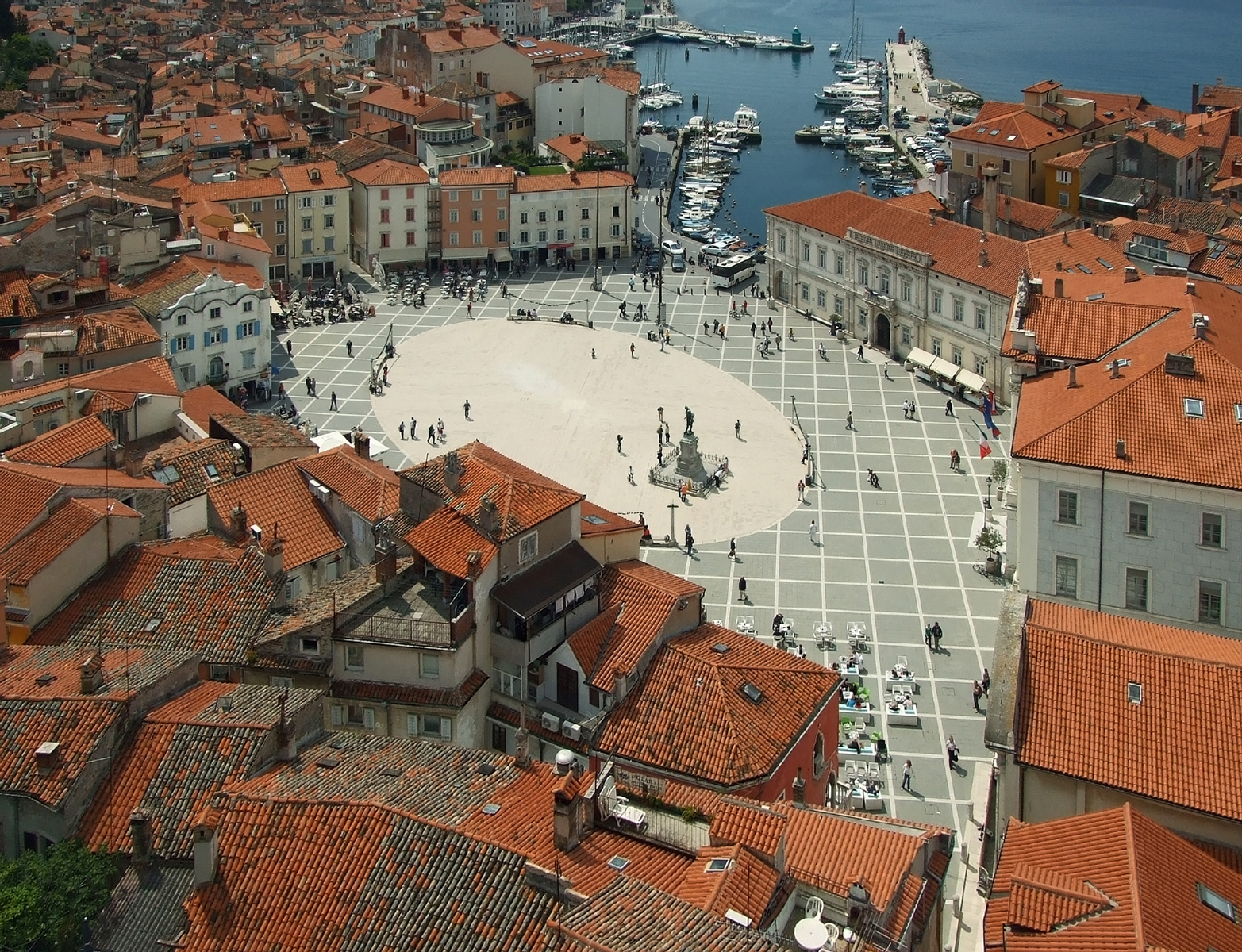
Tartini Square, Piran, Slovenie

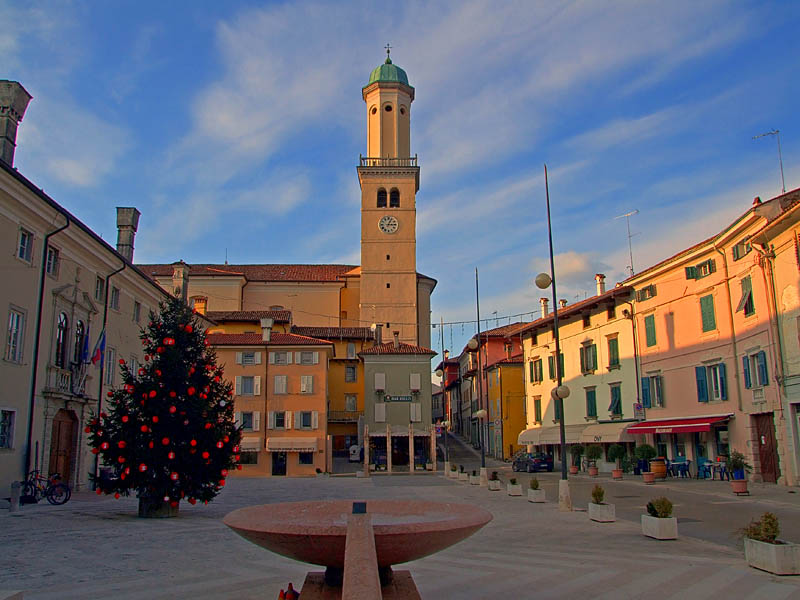
Piazza XXIV Maggio, Cormons, Italie

- Tartini Square, Piran, Slovenie, 1987–89
- Piazza XXIV Maggio, Cormons, Italie, 1989–1990
- Dirmhirngasse School, Vienne, 1991–1994
- Museum of Modern Art, Ca' Pesaro, Venise, 1992–2002
- Greif-Areal mixed-use development, Bolzano, Italie, 1992–2000
- Judeca Nova Apartments, Giudecca, Venise, 1995–2003
- "In der Wiesen" Social Housing, Vienne, 1996–2000
- Millennium Tower, Handelskai, Vienne, 1997–1999
- Railway Square, Krems an der Donau, Autriche, 1997
- Hotel and Conference Centre, Mons, Ljubljana, 2000–2004
- City Square, Motta di Livenza, Italie, 2001–2002
- Praterstern Urban Square, Vienne, 2002–2008
- VBio Center 1, Vienne, 2003–2005
- Skidome und Multi-Functional Center, Garching bei München, Allemagne, 2005
- Punta Skala Resort, Zadar, Croatie, 2005-
- Station San Pasquale, Naples, Italie, 2006-
- Šumi Center, Ljubljana, Slovenie, 2006 -
- Science and Technology Museum, Belgrade, Serbie, 2007-
- Civic-Cultural Centre in Ajdovščina, Slovenie, 2010 -
- Grain Bridge, Ljubljana, 2010
- PP1 project[1] Padoue, 2010 -
- Hotel Falkensteiner, Belgrade, Serbie,2012 [2]

## Distinctions

### Prix
- 1990 : Kulturpreis für Architektur, Vienne
- 1992 : Jože Plečnik Award, Ljubljana
- 2000 : Doctorat honoris causa de l'Université de Maribor
- 2003 : Prix de la Liberté du Président de la République de Slovénie

### Sociétés savantes
- 1996 : Membre d'honneur de l'Association des Architectes Allemands (en)
- Membre de l'Académie serbe des sciences et des arts

### Décorations
- Chevalier de l'ordre des Arts et des Lettres en 1986